# Mood board
 (septembre 2017).
Si vous disposez d'ouvrages ou d'articles de référence ou si vous connaissez des sites web de qualité traitant du thème abordé ici, merci de compléter l'article en donnant les références utiles à sa vérifiabilité et en les liant à la section « Notes et références ».
Un mood board, aussi appelé planche de tendances, est un type de collage qui peut être composé d'images, de texte et d'objets selon le choix de son créateur. 

## Utilisations
Les designers, entre autres, utilisent les mood boards pour développer leurs concepts et pour communiquer avec les autres membres de l'équipe. 
Les mood boards sont généralement utilisés par les graphistes pour leur permettre de montrer, en amont d'un projet, la direction du style qu'ils recherchent. Ils peuvent aussi être utilisés pour montrer un style d'écriture. En résumé, les mood boards ne sont pas limités à des thèmes visuels, mais servent comme outil pour informer rapidement les autres du « sentiment » ou de l'ambiance que le designer essaye d'atteindre. La création de mood boards sous format numérique est généralement plus rapide et plus facile, mais des objets physiques peuvent faire une plus grande impression qu'un mood board numérique imprimé.
Selon Benoît Drouillat, le mood board "est un excellent outil pédagogique pour communiquer la valeur des apports du design au client".
Le mood board peut également servir comme référence au cours d'un projet dans de nombreuses disciplines :
- Architecture d'intérieur
- Design d'interfaces
- Site web
- Communication
- Marketing
- Films
- Storyboards
- Jeux vidéo
- Peinture
- Mode
- Musique